# Mathilde van den Brink
Mathilde Maria van den Brink (Utrecht, 4 febbraio 1941 – Utrecht, 22 agosto 2023) è stata una politica olandese, membro del Partito del Lavoro ed europarlamentare dal 1989 al 1994.

## Biografia

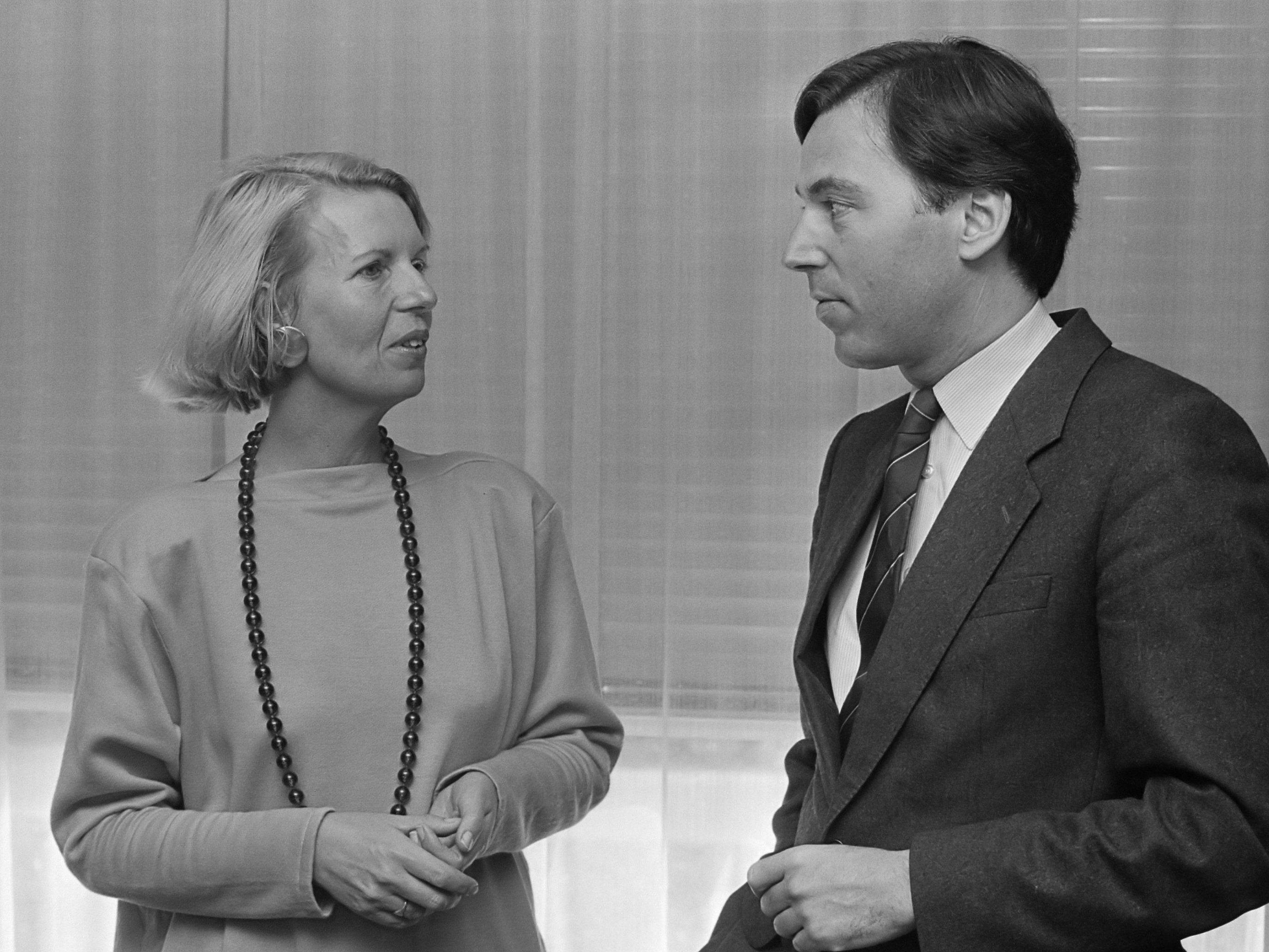
Mathilde van den Brink con Elco Brinkman nel 1986

Nata ad Utrecht, Mathilde van den Brink seguì le orme dei genitori divenendo insegnante di economia.
Entrata in politica con il Partito del Lavoro, venne eletta nel consiglio comunale di Schoonhoven e successivamente ne divenne assessore. Nel 1986 fu eletta sindaco del comune di Gieten, carica che detenne per i successivi sei anni. Nel 1986 divenne presidente del Raad voor het Jeugdbeleid, il consiglio per le politiche giovanili.
Nel 1989 venne nominata direttore generale aggiunto per le politiche previdenziali al Ministero del Welfare, della sanità pubblica e della cultura. Nello stesso anno, si candidò alle elezioni europee: inizialmente non risultò eletta, poi ottenne un seggio al Parlamento europeo subentrando a Hedy d'Ancona. In seno all'assemblea fu vicepresidente della commissione affari politici e membro della commissione per i diritti delle donne.
Nel 1995, dopo aver lasciato il seggio da europarlamentare, Mathilde van den Brink divenne sindaca di Uitgeest, ruolo che svolse fino al 1999.
Fu membro del consiglio d'amministrazione di ASPA (Activating Senior Potential in Ageing Europe), un'associazione europea dedicata agli anziani. 
Nel 2005, fu rappresentante delle donne nella delegazione governativa all'Assemblea generale delle Nazioni Unite.
Mathilde van den Brink morì ad Utrecht nel 2023, all'età di ottantadue anni.